# Abswurmbachiet
Het mineraal abswurmbachiet is een koper-mangaan-nesosilicaat met tetragonale kristalstructuur en chemische formule (Cu,Mn2+)Mn3+6[O8|SiO4]. De hardheid is 6,5.

## Naamgeving
Het mineraal is genoemd naar Irmgard Abs-Wurmbach, een Duits mineraloog.

## Vindplaatsen
Het mineraal wordt gevonden in Japan en Griekenland (Cycladen -typelocatie- en Euboea).